# Zongzi
Le zòngzi (chinois : 粽子 ; pinyin : zòngzi ; Wade : tsung-tzu ; prononciation en mandarin standard : /tsʊŋ˩˥ tsɨ/ ; en minnan taïwanais : badza (romanisation pe̍h-ōe-jī : bah-chàng), également appelé en vietnamien : bánh ú (Han tu : 𩛄𥻼), est un plat traditionnel originaire du centre de la Chine continentale. Il est semblable aux tamals mésoamericains, une sorte de papillote dans des feuilles.

## Description
Il s'agit de riz gluant (une variété plus collante) souvent fourré, enveloppé par des feuilles de bambou du genre Indocalamus, en particulier les espèces Indocalamus tessellatus (箬竹, ruòzhú) et Indocalamus latifolius (阔叶箬竹, kuòyè ruòzhú), qui possèdent de larges feuilles. Deux feuilles sont croisées pour obtenir la forme d'un berlingot. Ils sont cuits à la vapeur ou, plus rarement, à l'eau. Différents ingrédients peuvent être utilisés isolés ou combinés. Pour les farces salées, on emploie  souvent, parmi les ingrédients possibles : viande de porc, jaune d'œuf de cane salé, arachides, champignons noirs, petites crevettes séchées, lamelles de navet séché, échalote. Les farces sucrées sont souvent à base de pâte de haricots, que ce soit haricot rouge, haricot de soja ou encore haricot mungo, ou bien parfois à base de mélasse. Certains, non fourrés, sont faits avec un riz gluant spécial qui, cuit longtemps, donne une pâte un peu translucide dans laquelle les grains de riz ont « fondu ». Appelés « zongzi cristallins » (水晶粽, shǔijīngzòng), ils sont consommés froids ou légèrement glacés, trempés dans du sucre en poudre, du sirop ou du miel.
On peut trouver dans certaines  épiceries chinoises en Europe, les feuilles séchées en paquets, ou fraîches, en emballages sous vide.
Les Chinois d'Asie du Sud-Est utilisent parfois des feuilles de bananier. Le zongzi perd alors sa forme typique tétraédrique due à son emballage traditionnel, les feuilles de bambou. Dans la cuisine vietnamienne, les zongzi, appelés localement Bánh ú, ou bánh gio, sont mangés le même jour qu'en Chine, pour la même fête. On peut également trouver ce mets au Japon, mais dans une feuille plus épaisse et dure que celles de bambou utilisées en Chine.
Un mets proche, formant un cylindre est également consommé au Viêt Nam, et est appelé bánh gio Nhật, les Japonais font également ce dernier avec une feuille plus épaisse. Il y est appelé Akumaki (灰汁巻き, あくまき).
Le zongzi classique est un « snack » populaire, aisément transportable et tenant bien au corps, que l'on peut emporter dans ses déplacements (voyages, excursions, etc.).

## Origine et fête
Une légende historique relate son origine. Avant l'empire, au royaume de Chu vivait un ministre-poète nommé Qu Yuan (qui a écrit Tristesse de la séparation). Dépité par ses mésaventures politiques, il se serait suicidé en se jetant dans une rivière. Pour repêcher son cadavre intact, les riverains auraient eu l'idée de jeter dans l'eau de la nourriture pour les poissons sous forme de riz emballé dans des feuilles de bambou. Ce furent les premiers zongzi. La fête des bateaux-dragons (fête de Duanwu) fin mai ou début juin, est censée commémorer l'événement. De nos jours encore, on consomme des zongzi à l'occasion de cette fête. Récemment, des variétés contenant des farces à base d'ingrédients onéreux du fait de leur rareté ou de leur vertus médicamenteuses ont fait leur apparition ; ils sont offerts en cadeau.

## Galerie

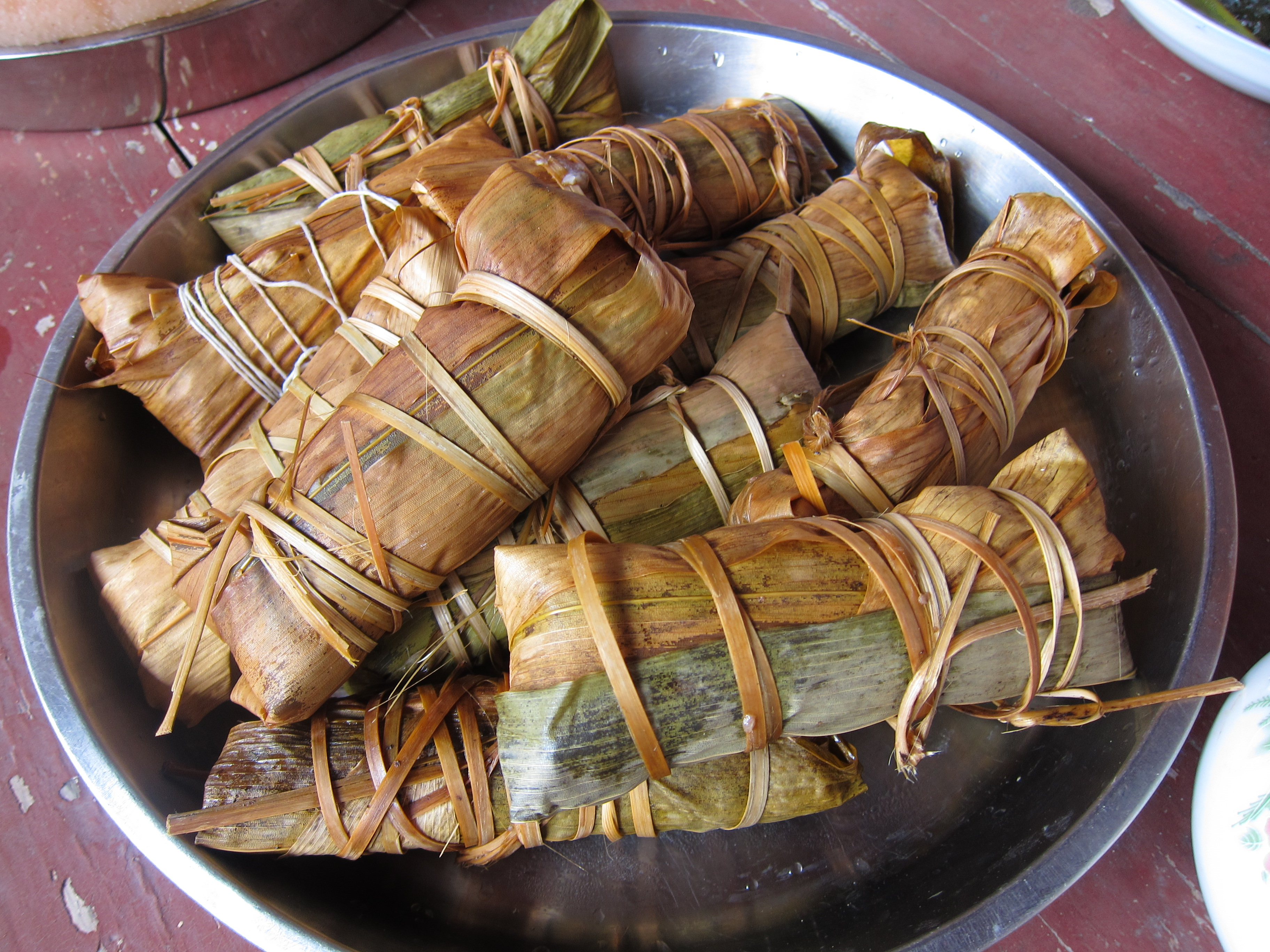
Zongzi rectangulaires.
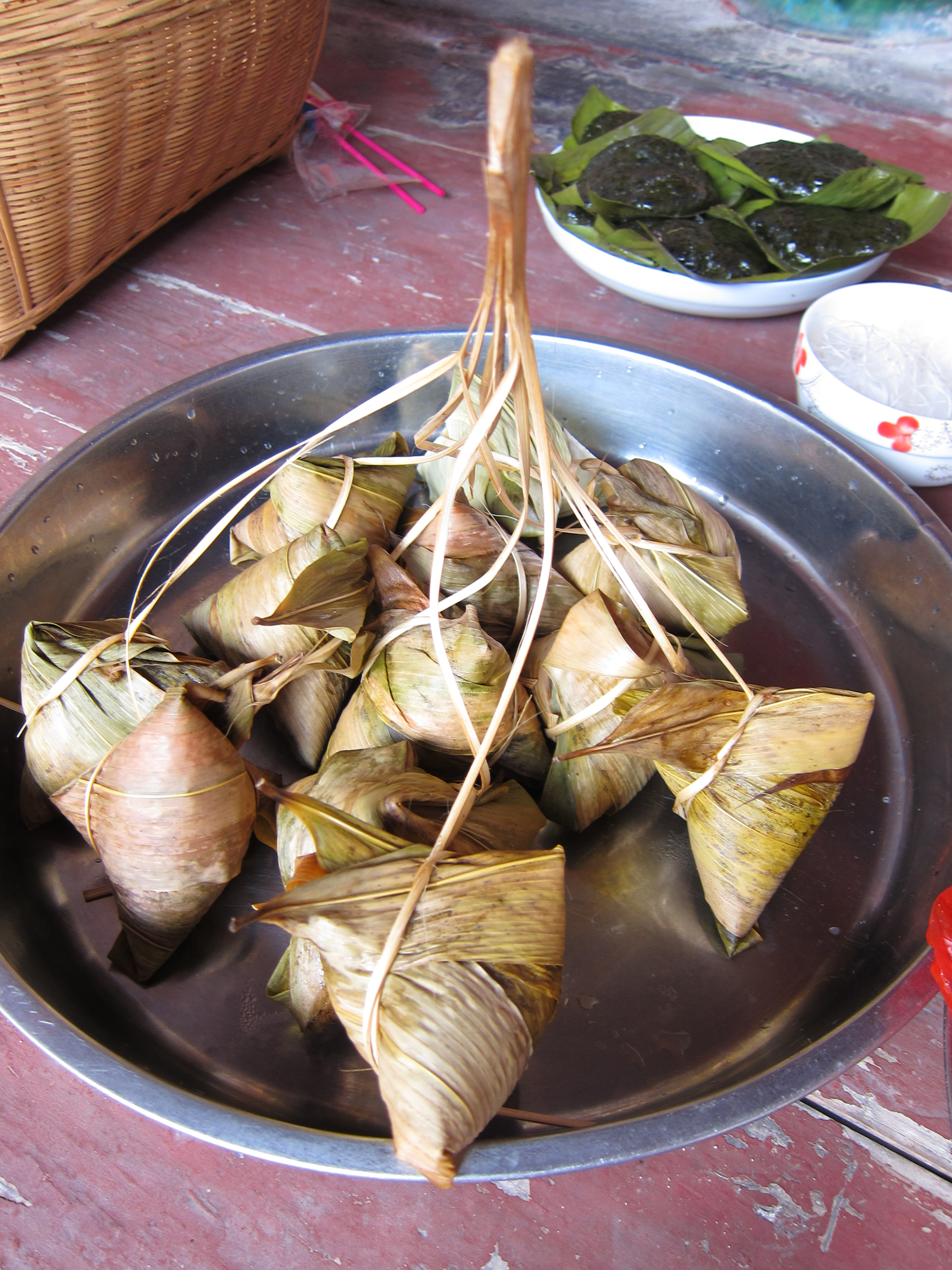
Zongzi tétraédriques utilisant des feuilles de canne à sucre en Australie.
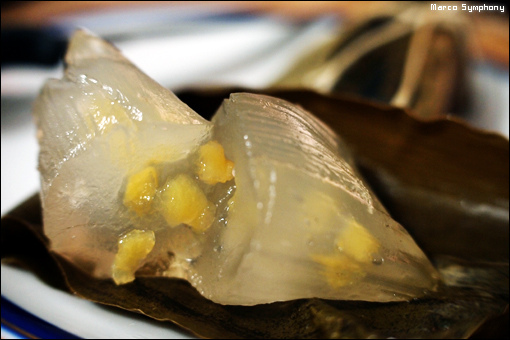
Zongzi cristallins.
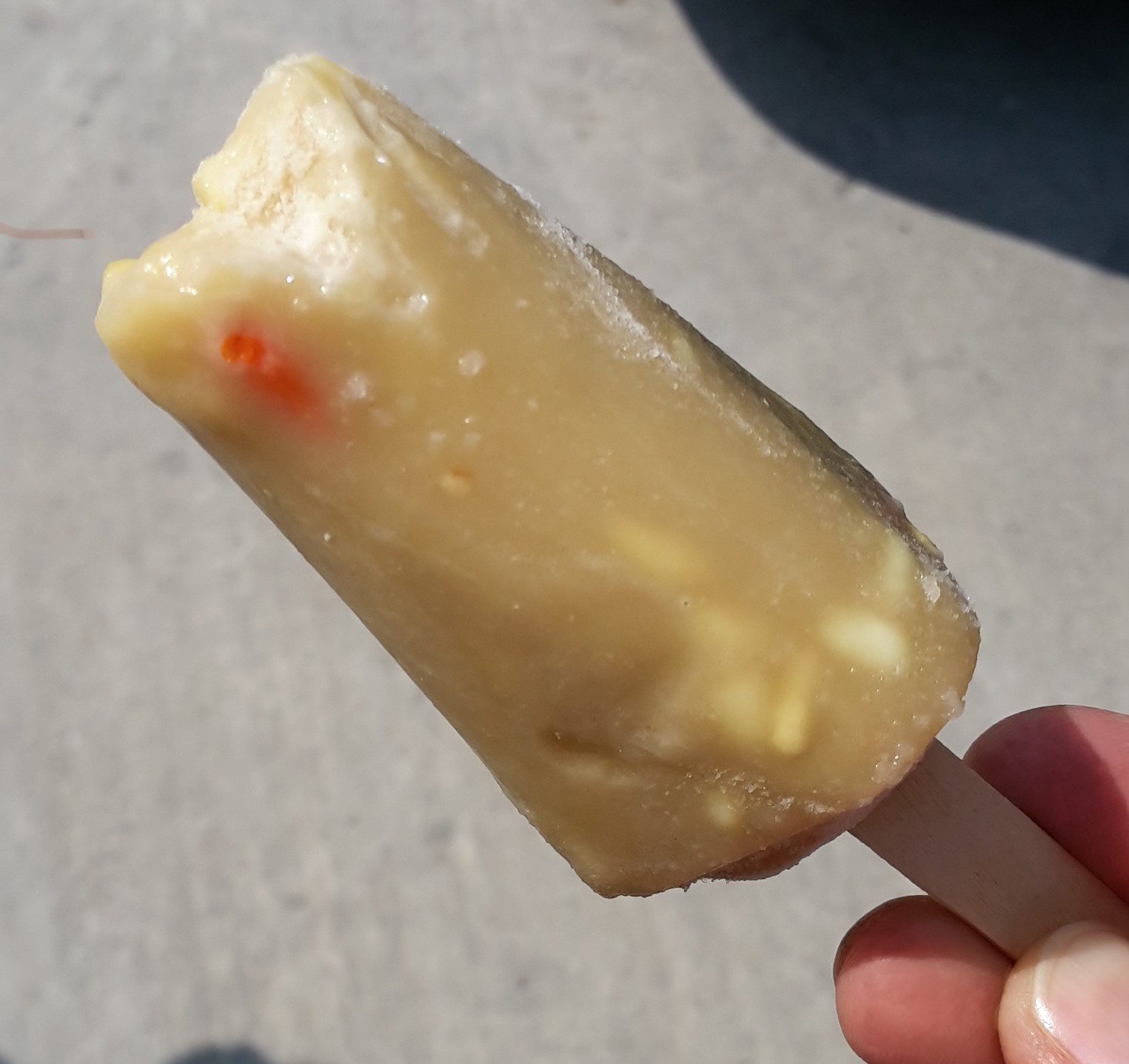
Sorbet de zongzi dans le xian de Wenchuan, province du Sichuan, en Chine.
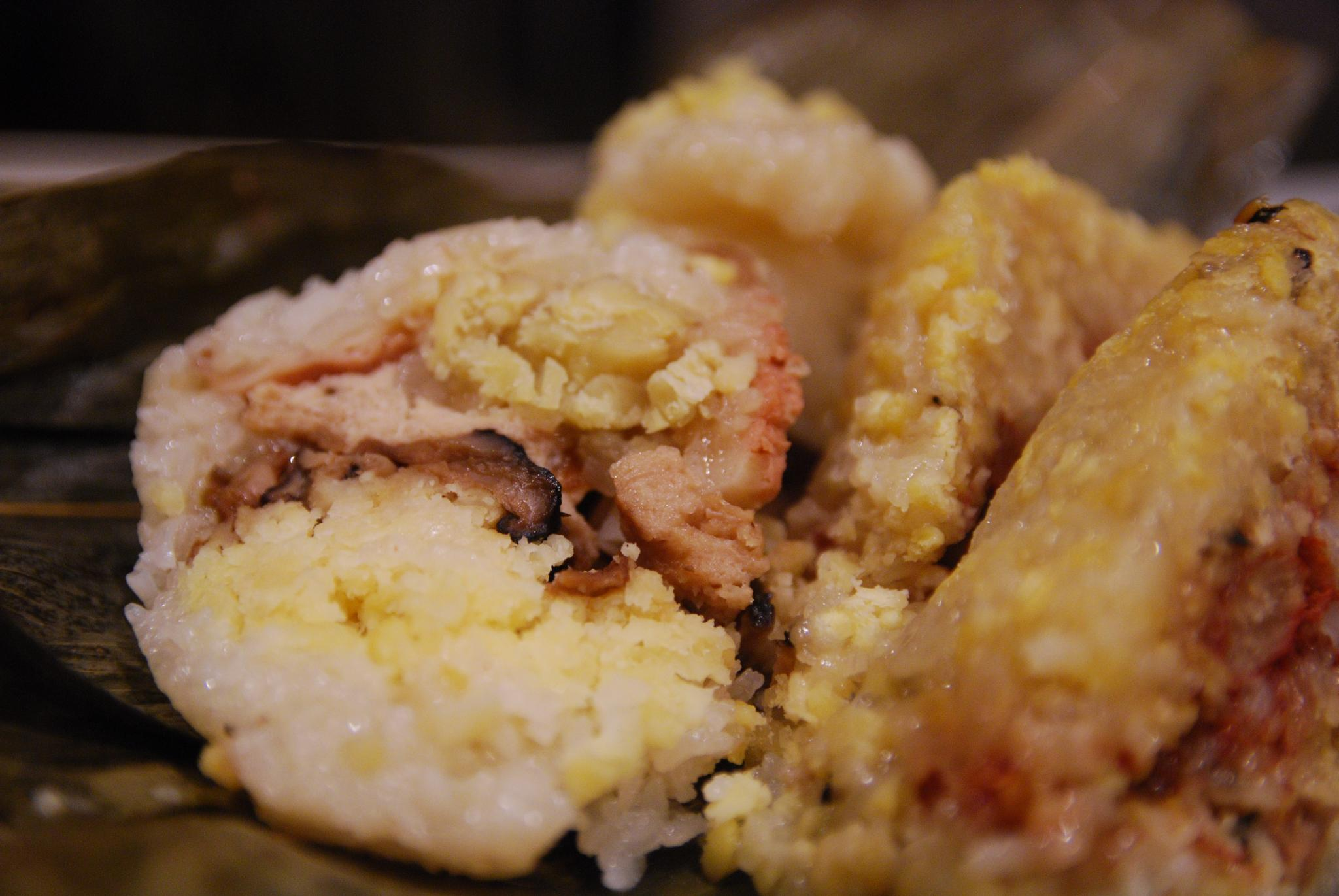
Zongzi au porc et aux haricots mungo.
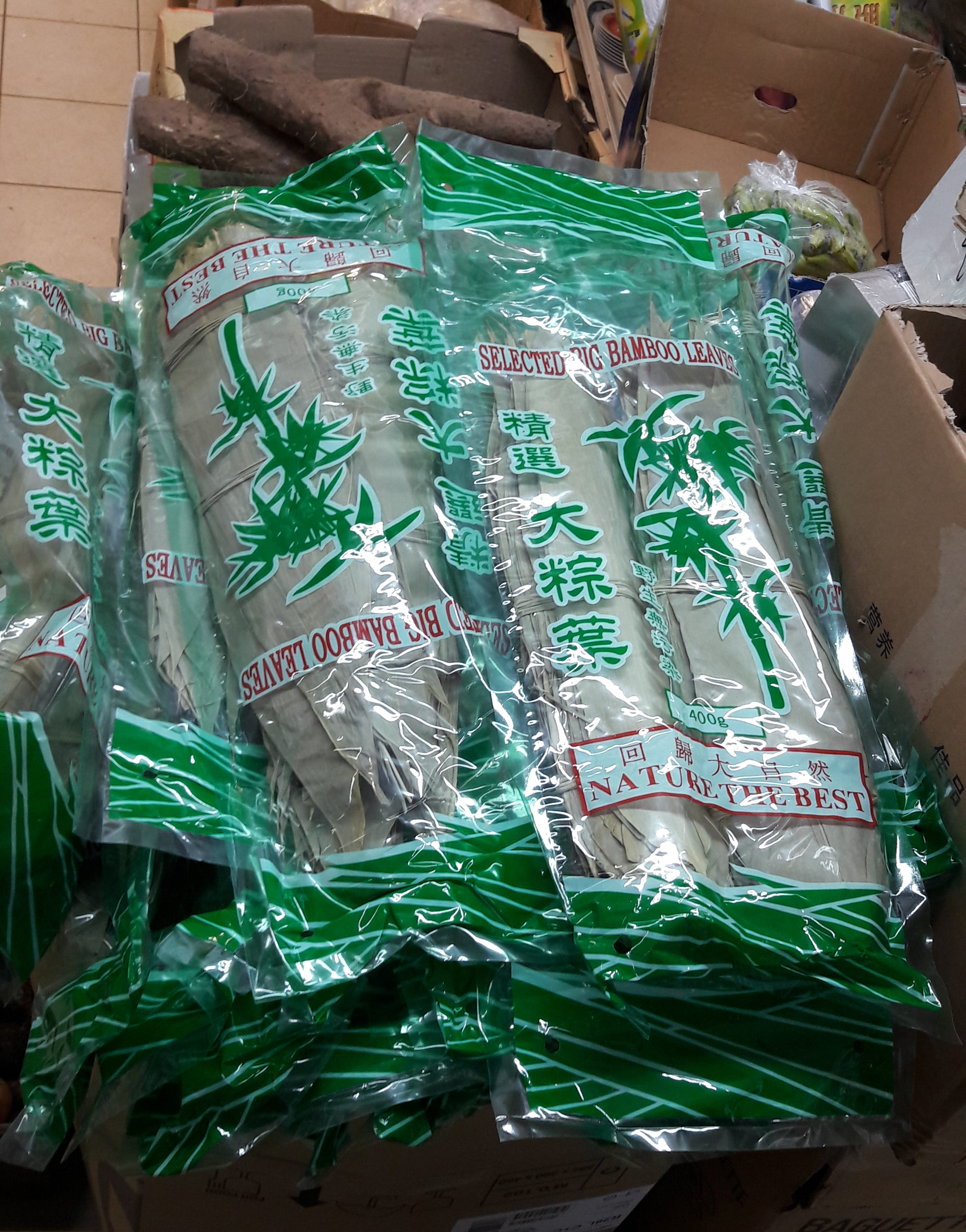
Feuilles vendues pour confectionner soi-même les zongzi, à Paris.
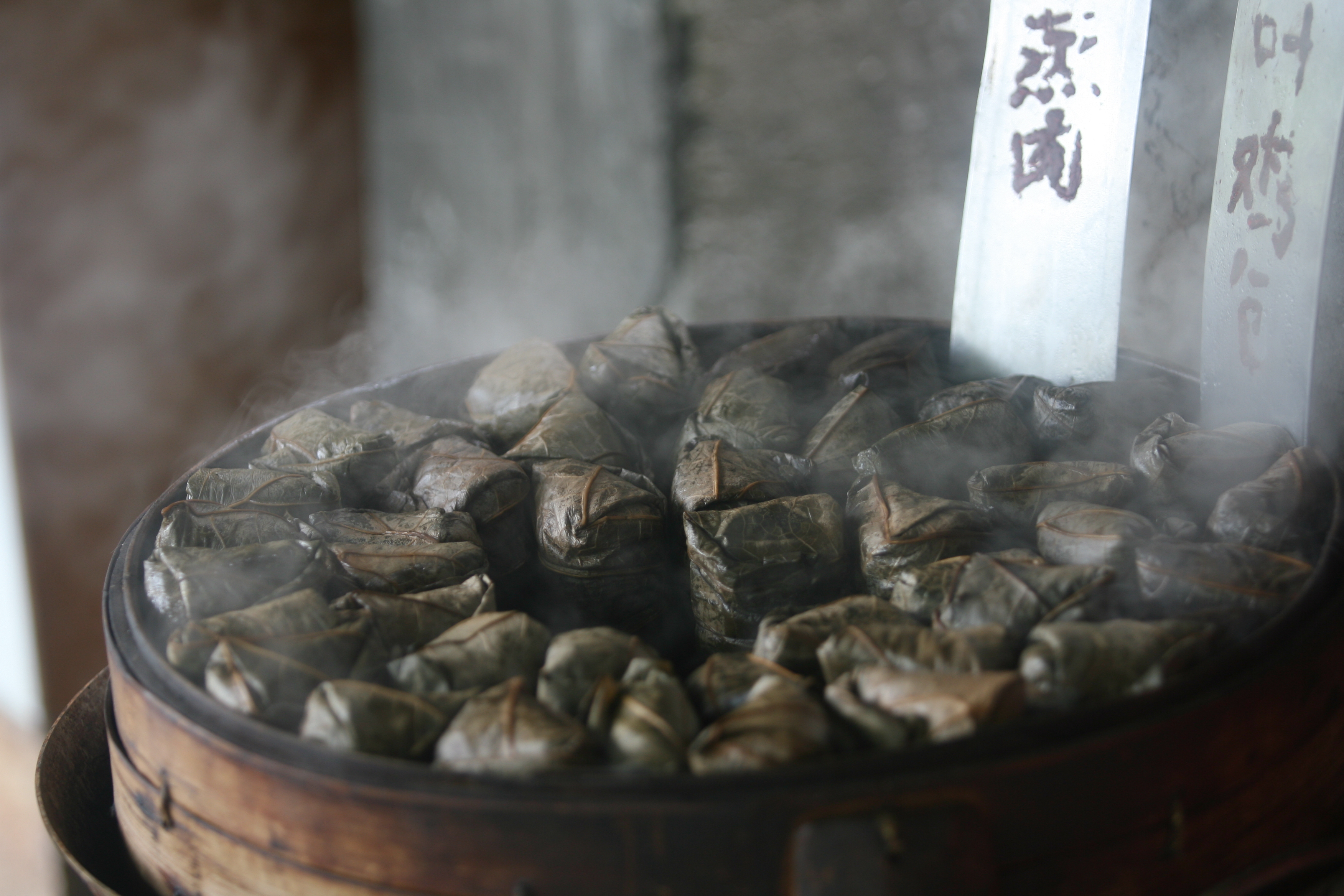
Zongzi dans un cuiseur vapeur.
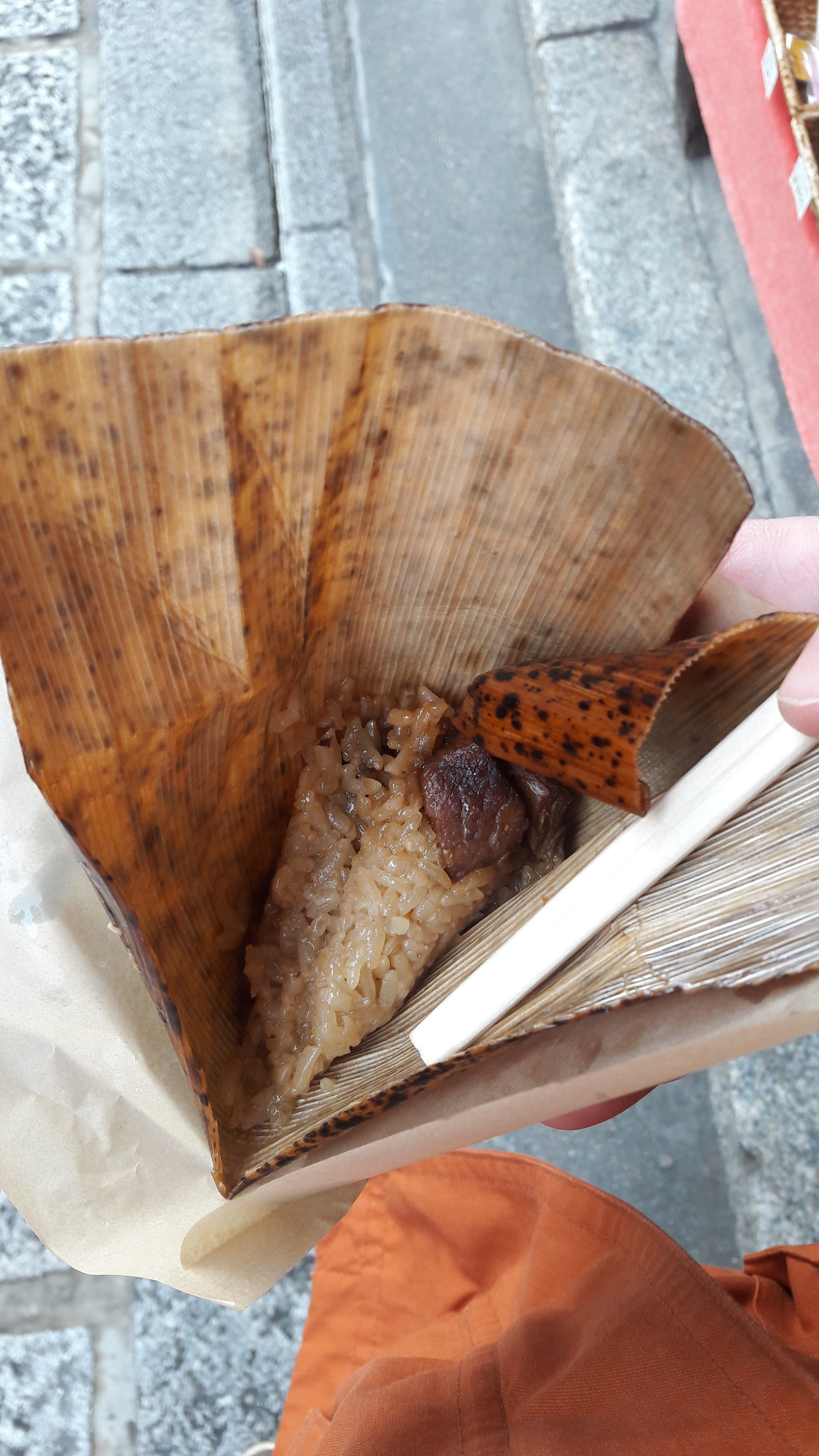
Akumaki, zongzi de style japonais, à Kyōto.
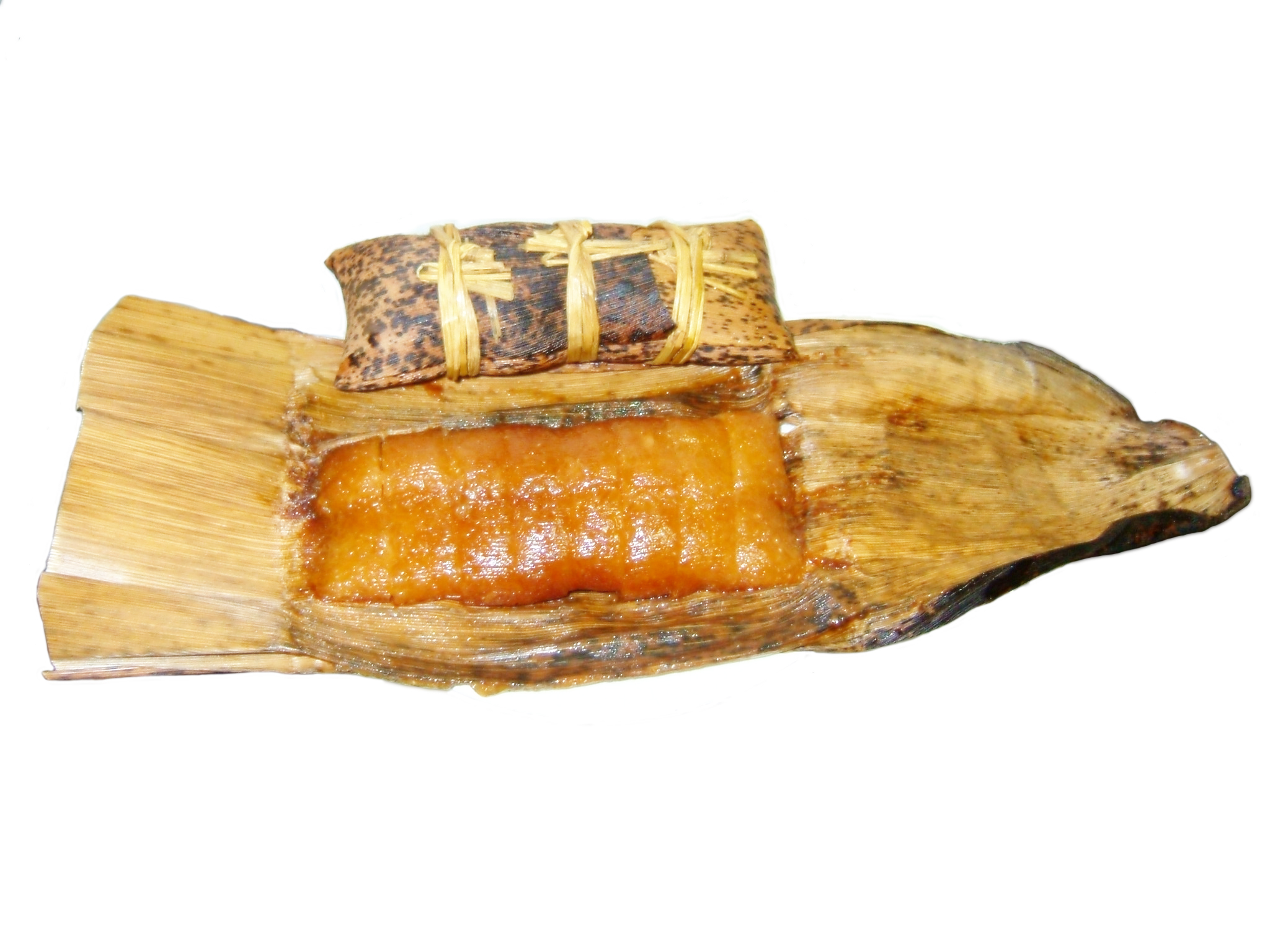
Akumaki, variante japonaise avec une feuille plus dure.